# Philippe Duron
Pour les articles homonymes, voir Duron (homonymie).
Philippe Duron, né le 19 juin 1947 à Antony (Seine, actuellement Hauts-de-Seine), est un homme politique français, membre du Parti socialiste.
Député de la première circonscription du Calvados entre 1997 et 2002, puis de 2007 à 2017, il est président du conseil régional de Basse-Normandie de 2004 à 2008.
Maire de Louvigny de 1989 à 2004, il devient le premier maire socialiste de Caen en 2008. Candidat à un second mandat lors des élections municipales de 2014, il voit sa liste battue par celle de Joël Bruneau.

## Biographie
Philippe Duron naît à Antony, où sa mère, dont il porte le nom, infirmière originaire de Mondeville a été mutée. Il suit sa mère à Alençon, où elle se remarie et où il passe son enfance, et a une scolarité difficile, changeant à quatre reprises de lycée, dans l'Orne et la Sarthe. Bac à 21 ans en 1968, il suit ses études supérieures à Caen. Militant à la Fédération de l'Éducation nationale après son bac, il s'inscrit au Parti socialiste durant la campagne présidentielle de 1981.
Titulaire du CAPES puis agrégé d'histoire en 1975, il devient ensuite professeur au collège de Portbail, puis au lycée de Lisieux et au lycée Augustin-Fresnel à Caen, jusqu'en 1997. Il commence sa carrière politique en 1983 en devenant, dernier de la liste du maire sortant, élu municipal à Louvigny et devient adjoint. En 1989, il succède à Joseph Decaëns à la mairie. En 1990 et 1992, il s'engage dans des convois humanitaires pour la Roumanie. Il est élu député en 1997, et est en 1999, rapporteur à l'Assemblée nationale de la loi Voynet sur l'aménagement du territoire. En 2002, il est battu aux législatives par la maire UMP de Caen Brigitte Le Brethon, de seulement 116 voix.
Élu au printemps 2003 secrétaire fédéral de compromis dans un Parti socialiste du Calvados divisé, proche d'André Ledran et du courant fabiusien, il hérite en 2004 de la tête de liste régionale PS après la défection de Jean-Pierre Godefroy. Il bat le président sortant UMP, René Garrec, sur des terres pourtant considérées comme conservatrices, grâce à la division de la droite et une usure du pouvoir en place et malgré une alliance PRG-Verts menée par Alain Tourret. Son bon résultat marque un renforcement de la gauche dans les zones qui lui sont les plus favorables depuis les années 1970, notamment les agglomérations de Cherbourg-Octeville et de Caen, et une extension spatiale de son influence. Fort de la « vague rose » aux régionales, il tente, en ces premiers temps de mandat, de développer la coopération avec les régions Bretagne et Haute-Normandie. À la tête d'une fédération calvadosienne habituée aux divisions, et d'une majorité régionale composée par une gauche plurielle, il favorise la négociation et le compromis.
Il retrouve son siège de député de la circonscription de Caen-Ouest le 17 juin 2007, contre Brigitte Le Brethon, avec 54,17 % des suffrages exprimés. Son suppléant comme en 1997 est Gilles Deterville, conseiller général de Caen et président du groupe socialiste au conseil général du Calvados.
Désigné le 8 novembre 2007 par les militants socialistes caennais pour conduire la liste PS aux municipales de mars 2008, il unit pour la première fois depuis 1971 toute la gauche pour tenter de ravir la mairie de Caen à Brigitte Le Brethon (UMP), et y parvient avec un score de 56,26 % au soir du second tour le 16 mars 2008. Il est officiellement élu maire de Caen lors du conseil municipal du 23 mars 2008. Il travaille notamment en étroite collaboration avec Xavier Le Coutour sur les questions d'urbanisme et de logement.

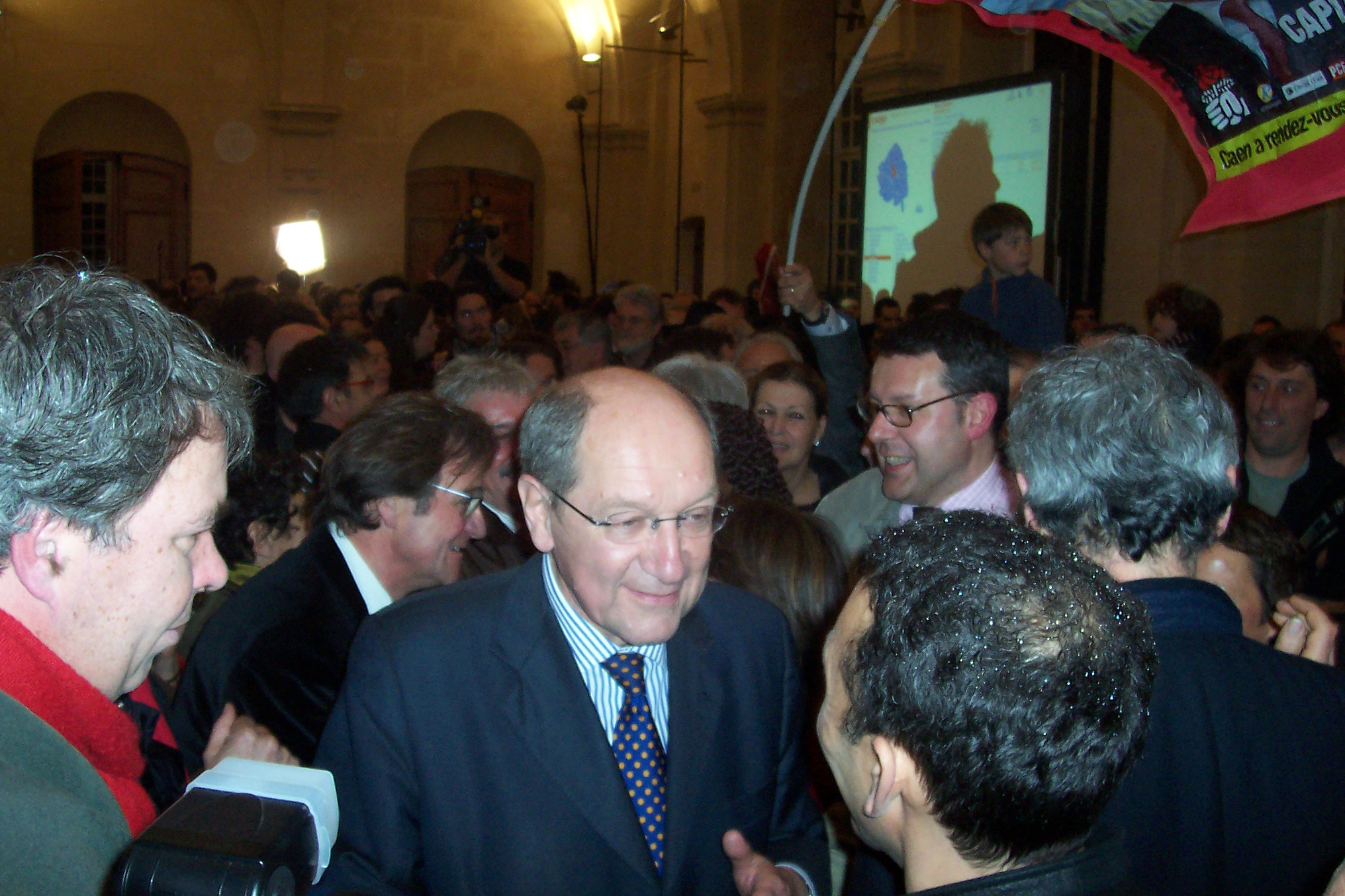
Philippe Duron à l'hôtel de ville de Caen, peu après l'annonce des résultats du second tour des élections municipales du 16 mars 2008.

Il quitte la présidence de la région afin d'éviter un cumul de mandats, remplacé par Laurent Beauvais, le 3 avril 2008, et prend celle de la communauté d'agglomération Caen la Mer le même mois, puis du Syndicat mixte Caen-Métropole. En novembre 2008, Damien Cesselin (motion Hamon) lui succède au poste de secrétaire fédéral du PS dans le Calvados, alors que le sortant soutenait Raphael Chauvois (motion Aubry).
Le 8 février 2013, l'hebdomadaire Le Parisien Magazine le classe en tête des parlementaires les plus cumulards avec 4 mandats et 24 fonctions liées à ces différents mandats. Le journal souligne par exemple sa fonction de « représentant de l’association de gestion de la fourrière et du refuge d’animaux de Verson » au titre de son mandat de maire de Caen.
En 2012 et 2013, il préside la Commission Mobilité 21, chargée de prioriser pour le Gouvernement les projets d'infrastructure de transport. Son rapport remet en cause la place du TGV et préconise au contraire l'entretien et l'amélioration du réseau ferré existant.
Il est désigné en 2013 « champion de France des cumulards » par l'hebdomadaire Le Point.
En 2014 et 2015, il préside la Commission TET d'Avenir, chargée de faire des propositions sur la modernisation des trains Corail en fin de vie et de lutter contre les déficits croissants de la SNCF par une offre pertinente de transports Intercités.
Il n'est pas candidat à sa réélection lors des élections législatives de 2017.
En 2021, il remet au ministre délégué chargé des transports un rapport sur le modèle économique des transports collectifs.

## Mandats

### Anciens mandats
- Conseil municipal de Louvigny (Calvados)
  - du 06/03/1983 au 12/03/1989 (membre)
  - du 20/03/1989 au 18/06/1995 (maire)
  - du 25/06/1995 au 18/03/2001 (maire)
  - du 19/03/2001 au 16/03/2008 (1er adjoint au Maire)
- Maire de Caen (de 2008 à 2014)

### Conseil général du Calvados
- - du 23/03/1998 au 18/03/2001 (conseiller général du canton de Caen-2)

### Député de laPremière circonscription du Calvados
- - 12 juin 1997-19 juin 2002 (élection le 1er juin 1997) battu en 2002
  - 20 juin 2007-20 juin 2017  Député de la 1re circonscription du Calvados

### Caen la Mer
- - du 18/03/2001 au 16/03/2008 (membre)
  - Vice-président du district du Grand Caen (1990-2002)
  - Vice-Président de la communauté d'agglomération Caen la Mer (2002-2004)
  - Président de la commission Infrastructures et déplacements de Caen la Mer (2004-2008)

### Conseil régional de Basse-Normandie
- - du 3/04/2004 au 16/04/2008 : Membre (élection le 28 mars 2004)
  - du 3/04/2004 au 2/04/2008 : Président (démissionnaire)

## Résultats électoraux

### Élections régionales
| Année | Nuance | Nuance | Région          | Position      | 1er tour | 1er tour | 1er tour | 2d tour | 2d tour | 2d tour | Sièges (CR) |
| Année | Nuance | Nuance | Région          | Position      | Voix     | %        | Rang     | Voix    | %       | Rang    | Sièges (CR) |
| ----- | ------ | ------ | --------------- | ------------- | -------- | -------- | -------- | ------- | ------- | ------- | ----------- |
| 2004  |        | UG     | Basse-Normandie | Tête de liste | 143 095  | 23,91    | 2e       | 297 279 | 46,22   | 1er     | 28 / 47     |

### Élections municipales
| Année | Parti | Parti | Commune | Position      | 1er tour | 1er tour | 1er tour | 2d tour | 2d tour | 2d tour | Sièges (CM) |
| Année | Parti | Parti | Commune | Position      | Voix     | %        | Rang     | Voix    | %       | Rang    | Sièges (CM) |
| ----- | ----- | ----- | ------- | ------------- | -------- | -------- | -------- | ------- | ------- | ------- | ----------- |
| 2008  |       | UG    | Caen    | Tête de liste | 16 378   | 43,96    | 1er      | 21 786  | 56,26   | 1er     | 43 / 55     |
| 2014  |       | UG    | Caen    | Tête de liste | 8 670    | 26,21    | 2e       | 14 657  | 42,96   | 2e      | 12 / 55     |

## Décorations
- Chevalier de la Légion d'honneur (2017)[15]